# Caillouël-Crépigny
Caillouël-Crépigny è un comune francese di 420 abitanti situato nel dipartimento dell'Aisne della regione dell'Alta Francia.

## Società

### Evoluzione demografica
Abitanti censiti